# Österreichische Handballmeisterschaft 2007/08
Die 47. Saison der Österreichischen Handballmeisterschaft begann im August 2007 und endete im Mai 2008. Der amtierende Meister der Saison 2006/07 A1 Bregenz, konnte seinen Titel verteidigen. Den Abstieg aus der HLA musste die SG Handball West Wien hinnehmen.

## Handball Liga Austria
In der höchsten Spielklasse, der HLA, sind zehn Teams vertreten.
Die Meisterschaft wurde in mehrere Phasen gegliedert. In der Hauptrunde spielten alle Teams eine einfache Hin- und Rückrunde gegen jeden Gegner. Danach wurde die Liga in zwei Gruppen geteilt.
Die ersten sechs Teams spielten in der weiteren Hin- und Rückrunde um den Einzug ins HLA-Halbfinale, während die letzten vier Teams gegen die besten vier Mannschaften der zweithöchsten Spielklasse um den Klassenerhalt kämpfen mussten.

### Grunddurchgang HLA
|     | Verein                | R  | S  | U | N  | Tore    | Diff. | Punkte |
| --- | --------------------- | -- | -- | - | -- | ------- | ----- | ------ |
| 1.  | A1 Bregenz (M)        | 18 | 14 | 1 | 3  | 579:499 | +80   | 29:7   |
| 2.  | Alpla HC Hard         | 18 | 12 | 3 | 3  | 548:486 | +62   | 27:9   |
| 3.  | Aon Fivers Margareten | 18 | 13 | 1 | 4  | 590:515 | +75   | 27:9   |
| 4.  | UHK Krems             | 18 | 11 | 1 | 6  | 509:494 | +15   | 23:13  |
| 5.  | HIT medalp Tirol      | 18 | 10 | 2 | 6  | 519:483 | +36   | 22:14  |
| 6.  | ULZ Schwaz            | 18 | 8  | 0 | 10 | 510:501 | +9    | 16:20  |
| 7.  | UHC Tulln             | 18 | 6  | 2 | 10 | 513:547 | −34   | 14:22  |
| 8.  | HC Linz AG            | 18 | 4  | 4 | 10 | 500:513 | −13   | 12:24  |
| 9.  | SG Handball West Wien | 18 | 4  | 0 | 14 | 470:554 | −84   | 8:28   |
| 10. | UHC Gänserndorf       | 18 | 0  | 2 | 16 | 413:562 | −146  | 2:34   |

| Legende | Legende                    |
| ------- | -------------------------- |
|         | Meister-Playoff            |
|         | Abstiegs-Playoff           |
| (M)     | Meister der letzten Saison |

### Meister-Playoff
|    | Verein                | R  | S | U | N | Tore    | Diff. | Punkte |
| -- | --------------------- | -- | - | - | - | ------- | ----- | ------ |
| 1. | A1 Bregenz (M)        | 10 | 7 | 1 | 2 | 329:283 | +46   | 20:5   |
| 2. | Aon Fivers Margareten | 10 | 7 | 0 | 3 | 325:294 | +31   | 17:6   |
| 3. | Alpla HC Hard         | 10 | 4 | 1 | 5 | 307:308 | −1    | 13:11  |
| 4. | UHK Krems             | 10 | 4 | 0 | 6 | 251:285 | −34   | 10:12  |
| 5. | HIT medalp Tirol      | 10 | 3 | 1 | 6 | 296:298 | −2    | 8:13   |
| 6. | ULZ Schwaz            | 10 | 3 | 1 | 6 | 275:315 | −40   | 7:13   |

### HLA-Halbfinale
| Verein                | Tore  | Verein                |  |
| --------------------- | ----- | --------------------- |  |
| Alpla HC Hard         | 34:33 | Aon Fivers Margareten |  |
| UHK Krems             | 25:29 | A1 Bregenz            |  |
| Aon Fivers Margareten | 27:23 | Alpla HC Hard         |  |
| A1 Bregenz            | 31:27 | UHK Krems             |  |

### HLA-Finale (Best of three)
| Verein                | Tore  | Verein                |  |
| --------------------- | ----- | --------------------- |  |
| A1 Bregenz            | 35:27 | Aon Fivers Margareten |  |
| Aon Fivers Margareten | 30:34 | A1 Bregenz            |  |

### HLA-Endstand
| Legende | Legende                         |
| ------- | ------------------------------- |
|         | EHF Champions League            |
|         | EHF-CUP                         |
|         | EHF Europapokal der Pokalsieger |
|         | EHF Challenge Cup               |
| (M)     | Meister der letzten Saison      |

### Abstiegs-Playoff
|    | Verein                 | R  | S  | U | N  | Tore    | Diff. | Punkte |
| -- | ---------------------- | -- | -- | - | -- | ------- | ----- | ------ |
| 1. | HC Linz AG             | 14 | 12 | 1 | 1  | 432:343 | +89   | 25:3   |
| 2. | UHC Tulln              | 14 | 9  | 1 | 4  | 459:434 | +25   | 19:9   |
| 3. | Union Leoben           | 14 | 8  | 0 | 6  | 389:395 | −6    | 16:12  |
| 4. | UHC Gänserndorf        | 14 | 7  | 0 | 7  | 415:396 | +19   | 14:14  |
| 5. | SG Handball West Wien  | 14 | 6  | 0 | 8  | 404:390 | +14   | 12:16  |
| 6. | Seiersberg Grazhoppers | 14 | 5  | 0 | 9  | 383:409 | −26   | 10:18  |
| 7. | HSG Bärnbach/Köflach   | 14 | 4  | 1 | 9  | 381:419 | −38   | 9:19   |
| 8. | HC kelag Kärnten       | 14 | 3  | 1 | 10 | 408:485 | −77   | 7:21   |

| Legende | Legende             |
| ------- | ------------------- |
|         | Handball-Bundesliga |